# Sergei Sergejewitsch Awerinzew

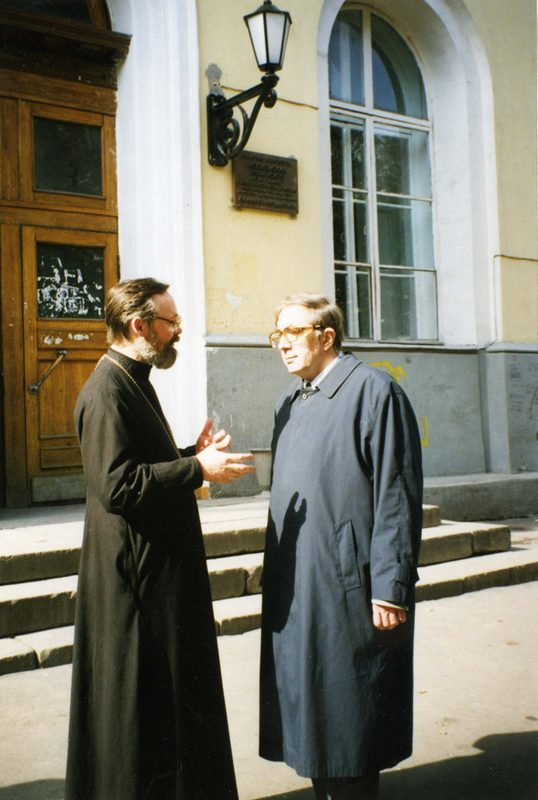
Sergei Awerinzew (rechts)

Sergei Sergejewitsch Awerinzew (russisch Сергей Сергеевич Аверинцев; Betonung: Sergéi Sergéjewitsch Awérinzew; an der Universität Wien Serguei Averintsev; * 10. Dezember 1937 in Moskau; † 21. Februar 2004 in Wien) war ein russischer Literaturwissenschaftler und Slawist.

## Leben
Awerinzew war der Sohn des Biologen Sergei Wassiljewitsch Awerinzew. Er studierte in Moskau Altphilologie und erhielt 1967 mit einer Arbeit über Plutarch den Titel eines Kandidaten der Wissenschaften. 1979 wurde er mit einer Arbeit über byzantinische Poesie Doktor der Wissenschaften.
Er arbeitete zunächst als Redakteur, dann von 1966 bis 1971 im Institut für Kunstwissenschaft der Akademie der Wissenschaften der UdSSR. Von 1971 bis 1991 war er Mitarbeiter des Gorki-Instituts für Weltliteratur. 1989 wurde er Professor am Institut für Geschichte und Kulturtheorie der Moskauer Lomonossow-Universität, wo er Olga Sedakowa betreute. 1994 wurde er an das Institut für Slawistik der Universität Wien berufen, wo er bis zu seinem Tod ordentlicher Professor für ostslawische Literaturen war.
Awerinzew wurde 1989 in den Volksdeputiertenkongress gewählt. Er war Mitglied der Akademie der Wissenschaften der Ukraine, ab 1987 korrespondierendes, ab 2003 ordentliches Mitglied der Russischen Akademie der Wissenschaften. Er erhielt 1968 den Lenin-Komsomol-Preis, 1990 den Staatspreis der Sowjetunion und 1996 den Staatspreis der Russischen Föderation. 1994 wurde er Mitglied der Päpstlichen Akademie der Sozialwissenschaften. 1995 wurde er mit dem Dr.-Leopold-Lucas-Preis ausgezeichnet. 2001 erhielt er den Preis „Für den Dialog zwischen kulturellen Universen“ (Agnelli-Preis).
Über seine altphilologischen Arbeiten hinaus ist Awerinzew vor allem durch Studien zur russischen Dichtung des sogenannten Silbernen Zeitalters bekannt geworden.

## Veröffentlichungen (Auswahl)
- Die fremde Sprache sei mir eine Hülle… Essays und Vorträge. Wien, 2005, ISBN 3-9501769-4-2
- Die Solidarität in dem verfemten Gott. Die Erfahrung der Sowjetjahre als Mahnung für die Gegenwart und Zukunft. Tübingen, 1996, ISBN 978-3-16-146540-6
- Historismus à la russe – Alexej Konstantinovič Tolstoj. In: 19./20. Jahrhundert: von den Reformen Alexanders II. bis zum Ersten Weltkrieg. München, 2006, S. 366–386.
- 'Alexei Konstantinowitsch Tolstoi (1817–1875): Historismus à la Russe'. In: S. Awerinzew, Die fremde Sprache sei mir eine Hülle… Essays und Vorträge (Wien, 2005), S. 11–30.
- 'Das Neue Testament und die hellenistischen Literaturgattungen'. In: S. Awerinzew, Die fremde Sprache sei mir eine Hülle… Essays und Vorträge (Wien, 2005), S. 31–44.
- 'Die Idee des “Imperium Sacrum” in Byzanz und Russland: Kontinuität und Evolution', in S. Awerinzew, Die fremde Sprache sei mir eine Hülle… Essays und Vorträge (Wien, 2005), S. 45–62.
- 'Die slawische Apokalyptik'. In: S. Awerinzew, Die fremde Sprache sei mir eine Hülle… Essays und Vorträge (Wien, 2005), S. 63–68.
- 'Die Solidarität in dem verfemten Gott. Die Erfahrung der Sowjetjahre als Mahnung für Gegenwart und Zukunft'. In: S. Awerinzew, Die fremde Sprache sei mir eine Hülle… Essays und Vorträge (Wien, 2005), 69–80.
- 'Gegenwärtige Geistesströmungen in Russland'. In: S. Awerinzew, Die fremde Sprache sei mir eine Hülle… Essays und Vorträge (Wien, 2005), S. 81–96.
- 'Goethe und Puschkin (1749–1799–1999)'. In: S. Awerinzew, Die fremde Sprache sei mir eine Hülle… Essays und Vorträge (Wien, 2005), 97–112.
- 'Humorlosigkeit des Zeitgeistes'. In: S. Awerinzew, Die fremde Sprache sei mir eine Hülle… Essays und Vorträge (Wien, 2005), 113–118.
- 'Das Heilige als Aufgabe für Reflexion und Erlebnis im Kontext der Polarität von “Omnipräsenz” und “Realpräsenz”'. In: S. Awerinzew, Die fremde Sprache sei mir eine Hülle… Essays und Vorträge (Wien, 2005), 119–128.
- 'Jesus in der Orthodoxen Christenheit'. In: S. Awerinzew, Die fremde Sprache sei mir eine Hülle… Essays und Vorträge (Wien, 2005), 129–144.
- '„Die fremde Sprache sei mir eine Hülle…“ Ossip Mandelschtam denkt an Ewald Kleist'. In: S. Awerinzew, Die fremde Sprache sei mir eine Hülle… Essays und Vorträge (Wien, 2005), 145–164.
- 'Russische Kultur und europäische Christenheit'. In: S. Awerinzew, Die fremde Sprache sei mir eine Hülle… Essays und Vorträge (Wien, 2005), 165–180.
- 'Vom Wesen der Ikone. Zwei Betrachtungen'. In: S. Awerinzew, Die fremde Sprache sei mir eine Hülle… Essays und Vorträge (Wien, 2005), 181–186.
- 'Zum Problem der Globalisierung'. In: S. Awerinzew, Die fremde Sprache sei mir eine Hülle… Essays und Vorträge (Wien, 2005), 187–196.
- 'Kafka und die biblische Alternative zum allgemeinen europaischen Typus der narrativen Kultur'. In: S. Awerinzew, Die fremde Sprache sei mir eine Hülle… Essays und Vorträge (Wien, 2005), 197–206.
- Fass des Unfassbaren – Poetik und Dialektik des Ὕμνος Ἀκάθιστος. In: Christus bei den Vätern. Forscher aus dem Osten und Westen Europas an den Quellen des gemeinsamen Glaubens. Innsbruck, Wien, 2004, S. 99–109.
- Jesus in der Orthodoxen Christenheit. In: Jesus: Mensch und Geheimnis in Glauben und Kunst. Freiburg, 2004.
- Die Ikone und das Problem der religiösen Selbstdarstellung. In: Homiletisch-liturgisches Korrespondenzblatt. Neue Folge, 2003. Band. 21 (78). S. 21–26.
- Goethe und Puschkin (1749–1799–1999). In: Alexander S. Puschkin und das europäische Geistes- und Kulturleben. Frankfurt a. M., 2003, S. 19–32
- Kafka und die biblische Alternative zum allgemeinen europäischen Typus der narrativen Kultur. In: Das Phänomen Franz Kafka. Vorträge des Symposions der Österreichischen Franz Kafka-Gesellschaft in Klosterneuburg im Jahr 1995. Praha, 1997, S. 1–14
- Einige Bemerkungen zur Eigenart der Aneignung der christlichen Kultur im vorpetrinischen Russland'. In: Sophia – Die Weisheit Gottes. Gesammelte Aufsätze 1983-1995. Erlangen, 1997, S. 546–553.
- Zur Auswirkung der russischen sakralen Diglossie: Segen und Unheil. In: Stimme der Orthodoxie. Band 3, 1996, S. 5–7.
- Der Neoplatonismus aus der Sicht der platonischen Kritik des mythisch-poetischen Denkens. In: Philosophiegeschichte und Hermeneutik. Leipzig, 1996, S. 196–205.
- Das Neue Testament und die hellenistischen Literaturgattungen. In: Hellenismus. Beitrage zur Erforschung von Akkulturation und politischer Ordnung in den Staaten des hellenistischen Zeitalters. Akten des Internationalen Hellenismus-Kolloquiums, 9.–14. Marz 1994 in Berlin. Tübingen, 1996, S. 307–318.
- Griechischer Geist und orientalische Weisheit. Zwei Prinzipien des Schöpferischen in „Literatur“ und „Erzählkunst“. In: Lettre internationale. Band 16, 1992, S. 52–64.
- Vom Wesen der Ikone. Zwei Betrachtungen. In: Sowjetische Kunst um 1990. Köln, 1991, S. 16–19
- Christentum und Macht in der russischen Tradition. In: Lettre internationale. Band 9, 1992, S. 54–58.
- Das byzantinische Erbe der Rus’ und seine Wirkung auf das russische Sprachgefühl. In: Tausend Jahre Christentum in Rußland. Göttingen, 1988, S. 103–121.
- Die Symbolik des frühen Mittelalters. Zu einem Problemkreis. In: Studien zur Geschichte der westlichen Philosophie. Frankfurt a. M., 1986, S. 72–104.
- Dauer im Wechsel: Krise und Identität der abendländischen Vergil-Tradition. In: Zum Problem der Geschichtlichkeit ästhetischer Normen. Die Antike im Wandel des Urteils des 19. Jahrhunderts. Berlin, 1986, S. 39–45.
- Eine römische Sophia-Inschrift aus dem 12. Jahrhundert. In: Unser ganzes Leben Christus unserm Gott überantworten. Studien zur ostkirchlichen Spiritualität. Fairy v. Lilienfeld zum 65. Geburtstag. Göttingen, 1982, S. 240–244.
- Zu den Ethopoiien des Nikephoros Basilakes. In: Eikon und Logos: Beiträge zur Erforschung byzantinischer Kulturtraditionen. Konrad Onasch zur Vollendung des 65. Lebensjahres. Band 1. Halle, 1981, S. 9–14.
- Das dauerhafte Erbe der Griechen: Die rhetorische Grundeinstellung als Synthese des Traditionalismus und der Reflexion. In: Proceeding of the IXth Congress of the International Comparative Literature Association. Innsbruck, 1979. Innsbruck, 1981, S. 267–270.
- Zum Problem des Historismus in der Analyse der symbolischen Strukturen. In: Proceeding of the VIIIth Congress of the International Comparative Literature Association, Budapest 1976. Band 2. Stuttgart, 1980, S. 711–715.
- Das sich ändernde Bild der Antike. In: Gesellschaftswissenschaften. Band 11. H. 3, 1980.
- Die Interpretation der Vergangenheit. In: Gesellschaftswissenschaften. Band 8. H. 1, 1977, S. 134–143.
- Die „Kulturmorphologie“ Oswald Spenglers. In: Kunst und Literatur. Band 8, 1968, S. 771–788.